# Sporophila
Sporophila és un gènere d'ocells de la família dels tràupids (Thraupidae).

## Taxonomia
Segons la Classificació del Congrés Ornitològic Internacional (versió 14.1, 2024) aquest gènere està format per 41 espècies:
- Sporophila bouvronides - menjagrà de Lesson.
- Sporophila lineola - menjagrà llistat.
- Sporophila torqueola - menjagrà de carpó castany.
- Sporophila morelleti - menjagrà collblanc.
- Sporophila corvina - menjagrà corbí.
- Sporophila intermedia - menjagrà gris.
- Sporophila americana - menjagrà alabarrat. Inclou murallae
- Sporophila fringilloides - menjagrà de clatell blanc.
- Sporophila murallae - menjagrà de Caquetá.
- Sporophila luctuosa - menjagrà blanc-i-negre.
- Sporophila caerulescens - menjagrà bigotut.
- Sporophila nigricollis - menjagrà ventregroc.
- Sporophila ardesiaca - menjagrà de Dubois.
- Sporophila funerea - menjagrà becgròs.
- Sporophila angolensis - menjagrà de ventre castany.
- Sporophila nuttingi - menjagrà de Nicaragua.
- Sporophila maximiliani - menjagrà de Maximilià.
- Sporophila crassirostris - menjagrà bec d'argent.
- Sporophila atrirostris - menjagrà becnegre.
- Sporophila schistacea - menjagrà pissarrós.
- Sporophila falcirostris - menjagrà de Temminck.
- Sporophila frontalis - menjagrà frontblanc.
- Sporophila plumbea - menjagrà plumbi.
- Sporophila beltoni - menjagrà argentat.
- Sporophila collaris - menjagrà de collar.
- Sporophila albogularis - menjagrà gorjablanc.
- Sporophila leucoptera - menjagrà ventreblanc.
- Sporophila peruviana - menjagrà bec de cotorra.
- Sporophila telasco - menjagrà de gorja castanya.
- Sporophila simplex - menjagrà senzill.
- Sporophila castaneiventris - menjagrà de flancs grisos.
- Sporophila minuta - menjagrà pit-roig.
- Sporophila bouvreuil - menjagrà borroner.
- Sporophila nigrorufa - menjagrà negre-i-roig.
- Sporophila hypoxantha - menjagrà de pit canyella.
- Sporophila ruficollis - menjagrà gorjanegre.
- Sporophila pileata - menjagrà de capell.
- Sporophila hypochroma - menjagrà de carpó rogenc.
- Sporophila cinnamomea - menjagrà castany.
- Sporophila palustris - menjagrà d'aiguamoll.
- Sporophila melanogaster - menjagrà ventrenegre.
- Sporophila iberaensis - menjagrà de l'Iberá.